# Isela Valve
Isela Valve, född 15 november 1949 i Kimito i Finland, död juli 2023 i Mariehamn, Åland, var en finländsk bibliotekarie och barn- och ungdomsförfattare. Hennes böcker handlade ofta om Ålands historia.
Isela Valve utbildade sig i religionshistoria och litteratur och tog en magisterexamen i dessa ämnen. Hon debuterade 1984 med barnboken Hej! Jag heter Marie, vars handling är förlagd på Ålands friluftsmuseum Jan Karlsgården. Två andra ungdomsböcker handlar om helgon: Sankt Olof går igen och Ringen på isen, den sistnämde om Finlands nationalhelgon Henrik.
Hennes bok Joels färger om den åländske målaren Joel Pettersson nominerades 2013 till det första Nordiska rådets pris för barn- och ungdomslitteratur.
Isela Valve bodde i Jomala på Åland.